# Liste der Kellergassen in Schönberg am Kamp
Die Liste der Kellergassen in Schönberg am Kamp führt die Kellergassen in der niederösterreichischen Gemeinde Schönberg am Kamp an.
| Foto |                 | Kellergasse                  | Standort                       | Beschreibung |
| ---- | --------------- | ---------------------------- | ------------------------------ | --- |
| BW   | Datei hochladen |                              | KG: Altenhof Standort          | Die Kellergasse ist eine einseitige Einzelkellergasse in Hanglage. Sie besteht aus 10 Gebäuden und hat eine Länge von 150 Metern.                                                          |
| BW   | Datei hochladen |                              | KG: Fernitz Standort           | Die Kellergasse ist eine einseitige Einzelkellergasse in Grabenlage. Sie besteht aus 7 Gebäuden und hat eine Länge von 100 Metern.                                                         |
| BW   | Datei hochladen | „Beim Friedhof“              | KG: Freischling Standort       | Die Kellergasse ist eine beidseitige Einzelkellergasse in Grabenlage. Sie besteht aus 29 Gebäuden und hat eine Länge von 200 Metern. Die älteste Datierung geht auf das Jahr 1816 zurück.  |
| BW   | Datei hochladen | Kremsthal                    | KG: Mollands Standort          | Die Kellergasse ist eine beidseitige Einzelkellergasse in Grabenlage. Sie besteht aus 32 Gebäuden und hat eine Länge von 450 Metern. Die älteste Datierung geht auf das Jahr 1904 zurück.  |
| ja   | Datei hochladen | „Hintaus“                    | KG: Oberplank Standort         | Die Kellergasse ist eine einseitige Einzelkellergasse an einer Geländekante. Sie besteht aus 6 Gebäuden und hat eine Länge von 100 Metern.                                                 |
| ja   | Datei hochladen | In der Lehmgrube             | KG: Oberplank Standort         | Die Kellergasse ist eine beidseitige Einzelkellergasse in Grabenlage. Sie besteht aus 11 Gebäuden und hat eine Länge von 80 Metern.                                                        |
| ja   | Datei hochladen | Kellergasse                  | KG: Plank am Kamp Standort     | Die Kellergasse ist ein beidseitiges Kellergassensystem in Muldenlage. Sie besteht aus 19 Gebäuden und hat eine Länge von 200 Metern. Die älteste Datierung geht auf das Jahr 1816 zurück. |
| BW   | Datei hochladen | Kellergasse                  | KG: Schönberg am Kamp Standort | Die Kellergasse ist eine beidseitige Einzelkellergasse in Grabenlage. Sie besteht aus 19 Gebäuden und hat eine Länge von 200 Metern.                                                       |
| BW   | Datei hochladen | Mollandserstraße/Bernthalweg | KG: Schönberg am Kamp Standort | Die Kellergasse ist ein beidseitiges Kellergassensystem in Grabenlage. Sie besteht aus 34 Gebäuden und hat eine Länge von 550 Metern.                                                      |
| BW   | Datei hochladen | „Feldweg Richtung Reith“     | KG: Stiefern Standort          | Die Kellergasse ist eine einseitige Einzelkellergasse an einer Geländekante. Sie besteht aus 10 Gebäuden und hat eine Länge von 200 Metern.                                                |
| ja   | Datei hochladen | „Kellergasse“                | KG: Stiefern Standort          | Die Kellergasse ist eine einseitige Einzelkellergasse in Hanglage. Sie besteht aus 28 Gebäuden und hat eine Länge von 500 Metern.                                                          |
| BW   | Datei hochladen | „Kellertrift“                | KG: Thürneustift Standort      | Die Kellergasse ist eine beidseitige Einzelkellergasse in Grabenlage. Sie besteht aus 12 Gebäuden und hat eine Länge von 150 Metern.                                                       |

| Foto:                    | Fotografie der Kellergasse (Gesamtheit). Klicken des Fotos erzeugt eine vergrößerte Ansicht. Daneben finden sich zwei Symbole: \| Weitere Bilder vorhanden \| Das Symbol bedeutet, dass weitere Fotos des Objekts verfügbar sind. Durch Klicken des Symbols werden sie angezeigt. \| \| Eigenes Foto hochladen \| Durch Klicken des Symbols können weitere Fotos des Objekts in das Medienarchiv Wikimedia Commons hochgeladen werden. \| |
| Name:                    | Bezeichnung der Kellergasse |
| Standort:                | Es ist die Katastralgemeinde (KG) angegeben. Durch Aufruf des Links Standort wird die Lage der Kellergasse in verschiedenen Kartenprojekten angezeigt. |
| Beschreibung             | Kurze Beschreibung der Kellergasse |
| Weitere Bilder vorhanden | Das Symbol bedeutet, dass weitere Fotos des Objekts verfügbar sind. Durch Klicken des Symbols werden sie angezeigt. |
| Eigenes Foto hochladen   | Durch Klicken des Symbols können weitere Fotos des Objekts in das Medienarchiv Wikimedia Commons hochgeladen werden. |